# Steve Blailock
Stephen Bernard „Steve“ Blailock (* 9. Juli 1944 in McComb (Mississippi); † 19. Juli 2013 in Pearland (Texas)) war ein US-amerikanischer Blues- und Jazzgitarrist und Banjo-Spieler.

## Leben und Wirken
Blailock, der musikalisch vom Blues seiner Heimat Mississippi, ferner vom Rhythm & Blues und vom New Orleans Jazz beeinflusst war, begann bereits als Jugendlicher mit Bluesmusikern professionell in den Südstaaten aufzutreten. In Nashville hatte er Unterricht bei Hank Garland; anschließend arbeitete er als Studiomusiker. In Los Angeles arbeitete er bei Lou Rawls und trat in Jazz- und Bluesclubs auf; daneben studierte er bei Barney Kessel und Joe Pass. 
1984 kehrte Blailock nach New Orleans zurück und arbeitete weiter als Sessionmusiker. 1996 legte er sein Soloalbum Mixed Bag vor. Im Laufe seiner Karriere arbeitete er außerdem mit Ed Frank, Gregg Stafford, Betty Carter, Big Mama Thornton, Hank Crawford, Michael White, Benny Waters, Nicholas Payton und Wynton Marsalis. Blailock unterrichtete in New Orleans Blues- und Jazzgitarre am Department of Jazz Studies der Dillard University. 1997 wählte ihn das New Orleans Magazine zum All-Star Guitar and Banjo Player; im folgenden Jahre wurde er in die Mississippi Music Hall of Fame aufgenommen. Anfang der 2000er-Jahre tourte er in Japan mit Wendell Brunious und den New Orleans Jazz All-Stars. Im Bereich des Jazz war er zwischen 1995 und 2009 an 26 Aufnahmesessions beteiligt, u. a. bei der Preservation Hall Jazz Band The Dukes of Dixieland (Sound of Bix: A Salute to Bix Beiderbecke 2010), John Boutté, Lars Edegran, Leroy Jones, Big Al Carson (Take Your Drunken Ass Home, 2002) und Tommy Ridgley. Er verübte unter ungeklärten Umständen im Juli 2013 Suizid, nachdem er zuvor seine Frau Jing erschossen hatte.